# خوشبختی (آلبوم)
خوشبختی (سوئدی: Lycka) یک آلبوم موسیقی راک/فولک راک از هنرمندان سوئدی بنی آندِشون و بیورن اولویوس است که در سال ۱۹۷۰ منتشر شد. مهندس صدای ضبط این آلبوم میکل بی. تریتو بود و همخوانی‌های پس‌زمینه برخی ترانه‌ها را آنگنیه‌تا فلتسکوگ و آنی-فرید لینگستاد انجام داده بودند بدون آنکه به نامشان در مشخصات آلبوم اشاره شود.

## فهرست ترانه‌ها
| روی اول | روی اول                          | روی اول                                 | روی اول |
| شماره   | نام                              | نویسنده(ها)                             | مدت     |
| ------- | -------------------------------- | --------------------------------------- | ------- |
| ۱.      | «خوشبختی»                        | بنی آندِشون، استیگ آندِشون، بیورن اولویوس | ۳:۰۵    |
| ۲.      | «چیزی در راه است»                | آندِشون، اولویوس                         | ۲:۱۷    |
| ۳.      | «آفتاب عزیز قدیمی»               | آندِشون، اولویوس، استیگ آندِشون           | ۲:۲۴    |
| ۴.      | «آن حس خاص عاشقی»                | آندِشون، پیتر هیملستراند، اولویوس        | ۲:۵۹    |
| ۵.      | «به دارودسته [دوستان] خوش آمدید» | آندِشون، پیتر هیملستراند، اولویوس        | ۳:۰۸    |
| ۶.      | «توی کوچولو، دوست کوچولو»        | آندِشون، اولویوس، استیگ آندِشون، فوگلستاد | ۲:۴۸    |

| روی دوم | روی دوم                | روی دوم                           | روی دوم |
| شماره   | نام                    | نویسنده(ها)                       | مدت     |
| ------- | ---------------------- | --------------------------------- | ------- |
| ۱.      | «سلام مرد پیر!»        | آندِشون، اولویوس                   | ۳:۲۰    |
| ۲.      | «لیسه‌لُت»               | آندِشون، آنگنیه‌تا فلتسکوگ، اولویوس | ۲:۵۵    |
| ۳.      | «نمایش نامیده می‌شد»    | آندِشون، پیتر هیملستراند، اولویوس  | ۲:۳۴    |
| ۴.      | «فرصتی دیگر به ما بده» | آندِشون، اولویوس                   | ۳:۳۸    |
| ۵.      | «زندگی ادامه دارد»     | آندِشون، اولویوس، استیگ آندِشون     | ۳:۵۰    |

توجه - با انتشار مجدد آلبوم در سال ۱۹۷۲، یک ترانه موفق جدیدتر از بیورن و بنی با نام «تصور کنید اگر زمین جوان بود» به آغاز روی اول صفحه اضافه شد.